# 메소드 (영화)
"메소드"는 2017년에 개봉한 대한민국의 영화이다.
배우가 연극 중 배역에 몰입해 그 인물 자체가 돼 연기하는 방법을 ' 메소드 연기'라고 한다.

## 캐스팅
- 박성웅 : 이재하 역
- 윤승아 : 희원 역
- 오승훈 : 영우 역
- 류태호 : 원호 역
- 김범준 : 영우 매니저 역
- 이민웅 : 매니지먼트 실장 역
- 기도영 : 조연출 역
- 김미혜 : 인터뷰기자 역
- 강진주 : 사진작가 역
- 김영빈 : 무대감독 역
- 조수정 : 희원 친구 역
- 차세영 : 희원 후배 역
- 박상훈 : 제2 조연출 역
- 김수진 : 분장사 역
- 이달형 : 뒷풀이 '틈' 음악가 역 (우정출연)
- 김현주 : 라디오 멘트 DJ 역 (우정출연)

## 수상
- 2018년 제5회 들꽃영화상 신인배우상 (오승훈)
- 2018년 제23회 춘사영화제 신인남우상 (오승훈)